# Bohdanivka, Dobrovelîcikivka
Bohdanivka (în ucraineană Богданівка) este un sat în comuna Tîșkivka din raionul Dobrovelîcikivka, regiunea Kirovohrad, Ucraina.

## Demografie
Componența lingvistică a localității Bohdanivka
     Ucraineană (95%)
     Rusă (5%)
Conform recensământului din 2001, majoritatea populației localității Bohdanivka era vorbitoare de ucraineană (95%), existând în minoritate și vorbitori de rusă (5%).